# Dome, el petit geni del beisbol
Dome, el petit geni del beisbol (ミラクル・ジャイアンツ童夢くん, Miracle Giants Dome-kun), és una sèrie anime basada sobre el manga per Shotaro Ishinomori, que segueix les adventures d'en Dome Shinjo, un nen de 10 anys, que és fill d'un jugador llegendari dels Yomiuri Giants.

## Història
Dome Sinjou és un xaval de 10 anys, fill d'un jugador llegendari dels Yomiuri Giants que va morir quan en Dome era petit. Del seu pare ha heretat l'amor pel beisbol i les grans habilitats per aquest esport, encara que la seva mare i la seva germana gran no volen que el practiqui. De fet, el seu pare, abans de morir, va tenir temps d'ensenyar-li un llançament màgic.
El noi, després que la seva mare li doni el guant que usava el seu pare, realitza el llançament màgic en un entrenament dels Giants i és fitxat immediatament. Amb el suport dels veterans jugadors de l'equip, a partir de llavors els Giants són imbatibles a casa i cap dels principals batedors de la lliga professional japonesa aconsegueix acabar amb el tir màgic d'en Dome, que únicament pot jugar els partits de casa, el Tokyo Dome que va consagrar al seu pare (i lloc pel qual li va posar aquest nom al seu fill).
Quan el veterà capità dels Dragons aconsegueix batre el seu tir, sembla que el noi està acabat però llavors inventa un altre llançament màgic. Nous rivals, però també amics, apareixeran en escena, fins a arribar al misteriós Carlos, que sembla tenir alguna cosa pendent amb el pare.

## Doblatge
| Personatge               | Veu original (Japonès) | Veu Doblatge (Català) 1996 |
| Dome Shinjo              | Chika Sakamoto         | Elisabet Bargalló          |
| Mayumi Shinjo            | Kikuko Inoue           | Margarida Minguillón       |
| Akane Shinjo             | Rena Kurihara          |                            |
| Yumeto Shinjo            | Umezu Hideyuki         | Josep Maria Mas            |
| Kaori                    | Satomi Koorogi         | Mònica Padrós              |
| Torao Tsutenkaku         | Yoshiko Ota            | Roger Pera                 |
| Andy (Melody Norman)     | Rei Sakuma             |                            |
| Paulo Doodo              | Masahiro Anzai         | Mark Ullod                 |
| Carlos                   | Hayami                 | Mark Ullod                 |
| Carlos (jove)            | Hayami                 | Roger Pera                 |
| Narrador                 | Sakuma Isao            | Jaume Mallofre             |
| Kiyoshi Nakahata         | Petit Mitsuru          | Amadeu Aguado              |
| Nakawa                   |                        | Ferran Llavina             |
| Sra. Tanaka              |                        | Maria Lluïsa Magaña        |
| Sr. Oyama                |                        | Toni Sevilla               |
| Esquirol Volador (Massa) |                        | Enric Serra Frediani       |
| Veus Addicionals         |                        | Miquel Bonet               |
| Veus Addicionals         |                        | Enric Isasi-Isasmendi      |
| Veus Addicionals         |                        | Antoni Forteza             |
| Veus Addicionals         |                        | Jaume Mallofre             |
| Veus Addicionals         |                        | Josep Maria Mas            |
| Veus Addicionals         |                        | Joan Sanz                  |
| ------------------------ | ---------------------- | -------------------------- |

## Cançons i lletres d'obertura i clousura

### Cançó d'obertura Japonesa
- "Bokura no yume ni yoroshiku" (ボクらの夢によろしく) interpretat per Cha-cha

Hora bokura ha konna ni
Yowai kokoro wo akiramezu
Yume wo Mitsuzukete ikiteyuku yo
Ima kanjiru itami ni
Mudana kakera ha nai hazu sa
Dakara ne ashita he to
Dash! Dash! dake sa!
Hitori de naicha dada dame da
Daretemo niteiru nayami
Kakaete yoru wo koeteyuku
Akogare no hoshi wo mezashite
Naze jibun dake kirau no?
Hanashiaetara nakama sa
Koko he oide bokura no yume ni yoroshiku
Ima setsunai mune ni mo
Ai ga afuretekuru kamo ne
Hikari to kage no naka
Dash! Dash! dake sa!

### Cançó de clousura Japonesa
- "Yasashite sareta, ano kimochi" (やさしくされた、あの気持ち) interpretat per Cha-cha

Tomodachi ya koibito no magokoro ga
Hitotsu areba
Kujikenai yo mou boku ha
Kutsuhimo ga hodoketara
Ashimoro no hana ni kitsuku
Omoi ga umareta
Yasashiku sareta ano kimochi
Ima mo wasure ha shinai
Kokoro de [arigatou]
Zutto boku no soba ni
Minna ite hoshii yo
Boku ha hitori deha
Totemo chiisana mono dakara
Machi nami ga itsumo yori
Kirei da to omoeru no ha
Yuuhi dake no sei janai
Kaze no hi mo ame no hi mo
Tamerawazu aruite yuku
Mahou ga aru no sa
Suano ni nareta ano kimochi
Mune ga oboeteiru yo
Tsurakute naitemo
Sotto kimi no namae
Yobeba yuuki ni naru
Boku ha hitori deha
Totemo chiisana ai dakara
Zutto boku no soba ni
Minna ite hoshii yo
Boku ha hitori deha
Totemo chiisana mono dakara

### Cançó de clousura Catalana
La sinceritat que tu i jo hem trobat
és tot el que cal per ser fort i lluitar.
Dona forces per continuar l'amistat.
I quan serem grans el que ens quedarà,
potser, sols serà un record que ens guiarà
per camins de felicitat.
Ara que tinc l'ocasió
vull mostrar el que sento jo.
T'he d'agraïr un cop més
tots els records, tots els moments.
Amistat (és el més gran tresor)
de veritat (sempre dins el meu cor).
Trobarem nous amics i gent
però el meu pensament sempre hi serà.